# 大相撲平成30年5月場所
大相撲平成30年5月場所（おおずもうへいせい30ねん5がつばしょ）は、2018年5月13日から5月27日まで東京都墨田区の両国国技館で開かれた大相撲本場所である。
幕内最高優勝は、横綱・鶴竜力三郎（14勝1敗・2場所連続5回目）。

## 場所前の話題
- 番付発表は2018年4月30日。
- 先々場所14勝1敗で初優勝、先場所関脇で10勝を挙げた関脇・栃ノ心の大関昇進がかかる場所だとして、その取組に期待された。
- 人気の小結・遠藤が待望の新三役に昇進したとあって、その取組に期待された[1]。
- 西前頭15枚目の旭大星が北海道出身の力士としては1992年1月場所の立洸以来約26年ぶりの新入幕、1998年5月場所の北勝鬨以来20年ぶりの幕内在位となるとあって、その取組に期待された[1]

## 番付・星取表
| 東       | 東      | 東                       | 番付   | 西       | 西         | 西     |
| 四股名   | 成績    | 結果                     | 番付   | 四股名   | 成績       | 結果   |
| -------- | ------- | ------------------------ | ------ | -------- | ---------- | ------ |
| 鶴竜     | 14勝1敗 | 幕内最高優勝             | 横綱   | 白鵬     | 11勝4敗    |        |
| 稀勢の里 | 全休    |                          | 横綱   |          |            |        |
| 髙安     | 全休    |                          | 大関   | 豪栄道   | 3勝6敗6休  |        |
| 栃ノ心   | 13勝2敗 | 優勝次点、敢闘賞・技能賞 | 関脇   | 逸ノ城   | 8勝7敗     |        |
| 御嶽海   | 9勝6敗  |                          | 小結   | 遠藤     | 3勝10敗2休 |        |
| 玉鷲     | 8勝7敗  |                          | 前頭筆 | 魁聖     | 6勝9敗     |        |
| 松鳳山   | 8勝7敗  | 殊勲賞                   | 前頭2  | 阿炎     | 7勝8敗     |        |
| 大栄翔   | 5勝10敗 |                          | 前頭3  | 豊山     | 2勝13敗    |        |
| 千代大龍 | 6勝9敗  |                          | 前頭4  | 正代     | 9勝6敗     |        |
| 琴奨菊   | 8勝7敗  |                          | 前頭5  | 勢       | 8勝7敗     |        |
| 千代翔馬 | 6勝9敗  |                          | 前頭6  | 宝富士   | 7勝8敗     |        |
| 竜電     | 3勝12敗 |                          | 前頭7  | 千代丸   | 5勝10敗    |        |
| 嘉風     | 8勝7敗  |                          | 前頭8  | 輝       | 9勝6敗     |        |
| 大翔丸   | 9勝6敗  |                          | 前頭9  | 北勝富士 | 4勝7敗4休  |        |
| 隠岐の海 | 5勝10敗 |                          | 前頭10 | 貴景勝   | 10勝5敗    |        |
| 大奄美   | 4勝11敗 |                          | 前頭11 | 千代の国 | 12勝3敗    | 敢闘賞 |
| 荒鷲     | 7勝8敗  |                          | 前頭12 | 朝乃山   | 7勝8敗     |        |
| 石浦     | 6勝9敗  |                          | 前頭13 | 碧山     | 8勝7敗     |        |
| 佐田の海 | 8勝7敗  |                          | 前頭14 | 豪風     | 6勝9敗     |        |
| 栃煌山   | 8勝7敗  |                          | 前頭15 | 旭大星   | 10勝5敗    | 敢闘賞 |
| 妙義龍   | 10勝5敗 |                          | 前頭16 | 安美錦   | 4勝11敗    |        |
| 錦木     | 10勝5敗 |                          | 前頭17 |          |            |        |

## 優勝争い
横綱・稀勢の里は左大胸筋の負傷が癒えず初日から全休、同じ田子ノ浦部屋の大関・髙安も左上腕を痛めこちらも初日から全休。更に大関・豪栄道は滑り出しは好調だったものの、3日目に新三役の遠藤に敗れてからは歯車が狂ったかのように黒星を重ね、結局9日目から「左足関節離断性軟骨炎」で休場した。更に、この休場により1959年9月場所以来59年ぶりに大関不在となる異例の事態となった。
残った上位陣である鶴竜・白鵬の両横綱は鶴竜は4日目松鳳山に立ち遅れた所の押し倒しで、白鵬は6日目阿炎の一気の押し出しでそれぞれ早々に初黒星を喫したものの、以降は概ね安定した相撲を続けていた。そして、その上を行ったのが大関昇進がかかる関脇・栃ノ心。初日から文句なしの圧勝相撲を続け、10日目を終えて全勝栃ノ心を1敗で鶴竜・白鵬の両横綱、2敗で千代の国が追うという展開だった。翌11日目は平幕ながら優勝争いに絡んでいた千代の国は実力者妙義龍に敗れ3敗に。しかし、全勝栃ノ心は大関経験者の琴奨菊を上手投げで破り11勝。更に1敗の鶴竜は御嶽海に土俵際の叩き込みで勝利。もう一人の1敗白鵬は正代に寄り切りで完勝して全勝・1敗を力士は全員勝った。翌12日目は結びに全勝栃ノ心－1敗白鵬という大一番が組まれた。その一番前で1敗鶴竜が登場し、好調勢を押し出しで一蹴、1敗堅持。そして結びの大一番。栃ノ心が勝てば栃が一歩リード、白鵬が勝てば混戦模様となる状況であった。そして、がっぷり四つの力相撲の末、対白鵬戦25連敗だった栃ノ心が寄り切りで勝利、12連勝として全勝を守り、白鵬は2敗に後退した。この時点で全勝栃ノ心、1敗鶴竜、2敗白鵬という状況になった。翌13日目は優勝を争う力士同士の対戦はなかったが、大きな動きがあった。12連勝の栃ノ心が平幕の正代に土俵際で土俵際の引き落としで惜敗し、初黒星を喫したのである。そして、1敗の鶴竜は関脇逸ノ城にもろ差しからの寄りで完勝、2敗の白鵬は勢に上手出し投げでこちらも完勝し、それぞれ1敗・2敗を守った。この時点で1敗で鶴竜・栃ノ心、2敗で白鵬という展開になり、更に白鵬にも自力優勝の可能性が再び点灯し、優勝争いは些か混戦模様となった。そして翌14日目は1敗鶴竜－栃ノ心の直接対決を迎えた。熱戦の末掬い投げで鶴竜が勝利し、1敗を守って初めて単独トップに立った。そして結びの一番は、白鵬が逸ノ城の上手投げに脆くも崩れて3敗目、優勝争いからは脱落した。そして翌千秋楽、まず登場した2敗栃ノ心は勢に完勝し13勝目、結びの横綱対決に望みをつなぐ結果となった。そして結びの一番、鶴竜勝てば優勝・白鵬勝てば鶴竜－栃ノ心の決定戦となるという状況であったが、終始攻め続けた鶴竜が白鵬を一蹴、14勝目を挙げて待望の連覇を達成した。因みに、ここに登場した力士の成績は、白鵬は11勝4敗・平幕千代の国は12勝3敗であった。
今場所13勝2敗で直近3場所で計37勝8敗（先々場所・平幕で14勝1敗－先場所・10勝5敗－今場所・13勝2敗）とした関脇・栃ノ心は、場所後大関に昇進した。
三賞は、優勝した鶴竜を唯一破った松鳳山が初受賞となる殊勲賞、初日から12連勝で横綱白鵬を破り、最後まで優勝争いに絡んだ栃ノ心が敢闘賞・技能賞のダブル受賞（ともに2場所ぶり3回目）、更に平幕ながら中盤まで優勝争いに絡み、12勝を挙げた千代の国と新入幕ながら10勝を挙げた旭大星が共に初受賞となる敢闘賞を受賞した。

## 各段優勝・三賞
※力士情報は2018年5月場所当時のもの。
| タイトル     | タイトル     | 四股名       | 地位           | 成績    | 部屋         | 出身                     | 回数・備考                 |
| ------------ | ------------ | ------------ | -------------- | ------- | ------------ | ------------------------ | -------------------------- |
| 幕内最高優勝 | 幕内最高優勝 | 鶴竜力三郎   | 東横綱         | 14勝1敗 | 井筒部屋     | モンゴル・スフバートル   | 2場所連続5回目             |
| 三賞         | 殊勲賞       | 松鳳山裕也   | 東前頭2枚目    | 8勝7敗  | 二所ノ関部屋 | 福岡県築上郡築上町       | 初受賞                     |
| 三賞         | 敢闘賞       | 栃ノ心剛史   | 東関脇         | 13勝2敗 | 春日野部屋   | ジョージア・ムツヘタ     | 2場所連続3回目             |
| 三賞         | 敢闘賞       | 千代の国憲輝 | 西前頭11枚目   | 12勝3敗 | 九重部屋     | 三重県伊賀市             | 初受賞                     |
| 三賞         | 敢闘賞       | 旭大星託也   | 西前頭15枚目   | 10勝5敗 | 友綱部屋     | 北海道旭川市             | 初受賞                     |
| 三賞         | 技能賞       | 栃ノ心剛史   | 東関脇         | 13勝2敗 | 春日野部屋   | ジョージア・ムツヘタ     | 2場所連続3回目             |
| 十両優勝     | 十両優勝     | 阿武咲奎也   | 西十両筆頭     | 12勝3敗 | 阿武松部屋   | 青森県北津軽郡中泊町     |                            |
| 幕下優勝     | 幕下優勝     | 霧馬山鐵雄   | 西幕下35枚目   | 7戦全勝 | 陸奥部屋     | モンゴル・ウランバートル |                            |
| 三段目優勝   | 三段目優勝   | 唐津海誠二   | 西三段目49枚目 | 7戦全勝 | 玉ノ井部屋   | 佐賀県唐津市             | 佐藤山との優勝決定戦を制す |
| 序二段優勝   | 序二段優勝   | 豊昇龍知勝   | 西序二段42枚目 | 7戦全勝 | 立浪部屋     | モンゴル・ウランバートル |                            |
| 序ノ口優勝   | 序ノ口優勝   | 周志大和     | 東序ノ口11枚目 | 7戦全勝 | 木瀬部屋     | 奈良県奈良市             |                            |